# Киликийски погром
Киликийският погром или Адански погром е масово избиване на арменци в османските вилаети Адана и Халеб през периода 1-4 стар стил (14-17) и 12-14 (25-27 нов стил) април 1909 г.
Организиран е от младотурските власти. Остава сред най-лошите страници на арменския геноцид. 
Данните и мащабът на събитията се оспорват от официалните турски власти.